# Сен-Карне
Сен-Карне́ (фр. Saint-Carné, брет. Sant-Karneg) — коммуна во Франции, находится в регионе Бретань. Департамент — Кот-д’Армор. Входит в состав кантона Ланвалле. Округ коммуны — Динан.
Код INSEE коммуны — 22280.

## География
Коммуна расположена приблизительно в 330 км к западу от Парижа, в 45 км северо-западнее Ренна, в 55 км к востоку от Сен-Бриё.
На северо-востоке коммуны протекает река Ранс.

## Население
Население коммуны на 2016 год составляло 996 человек.
| 1962 | 1968 | 1975 | 1982 | 1990 | 1999 | 2008 | 2016 |
| ---- | ---- | ---- | ---- | ---- | ---- | ---- | ---- |
| 652  | 655  | 682  | 747  | 787  | 812  | 924  | 996  |

## Экономика
В 2007 году среди 606 человек в трудоспособном возрасте (15—64 лет) 467 были экономически активными, 139 — неактивными (показатель активности — 77,1 %, в 1999 году было 70,0 %). Из 467 активных работали 430 человек (233 мужчины и 197 женщин), безработных было 37 (11 мужчин и 26 женщин). Среди 139 неактивных 60 человек были учениками или студентами, 46 — пенсионерами, 33 были неактивными по другим причинам.

## Фотогалерея

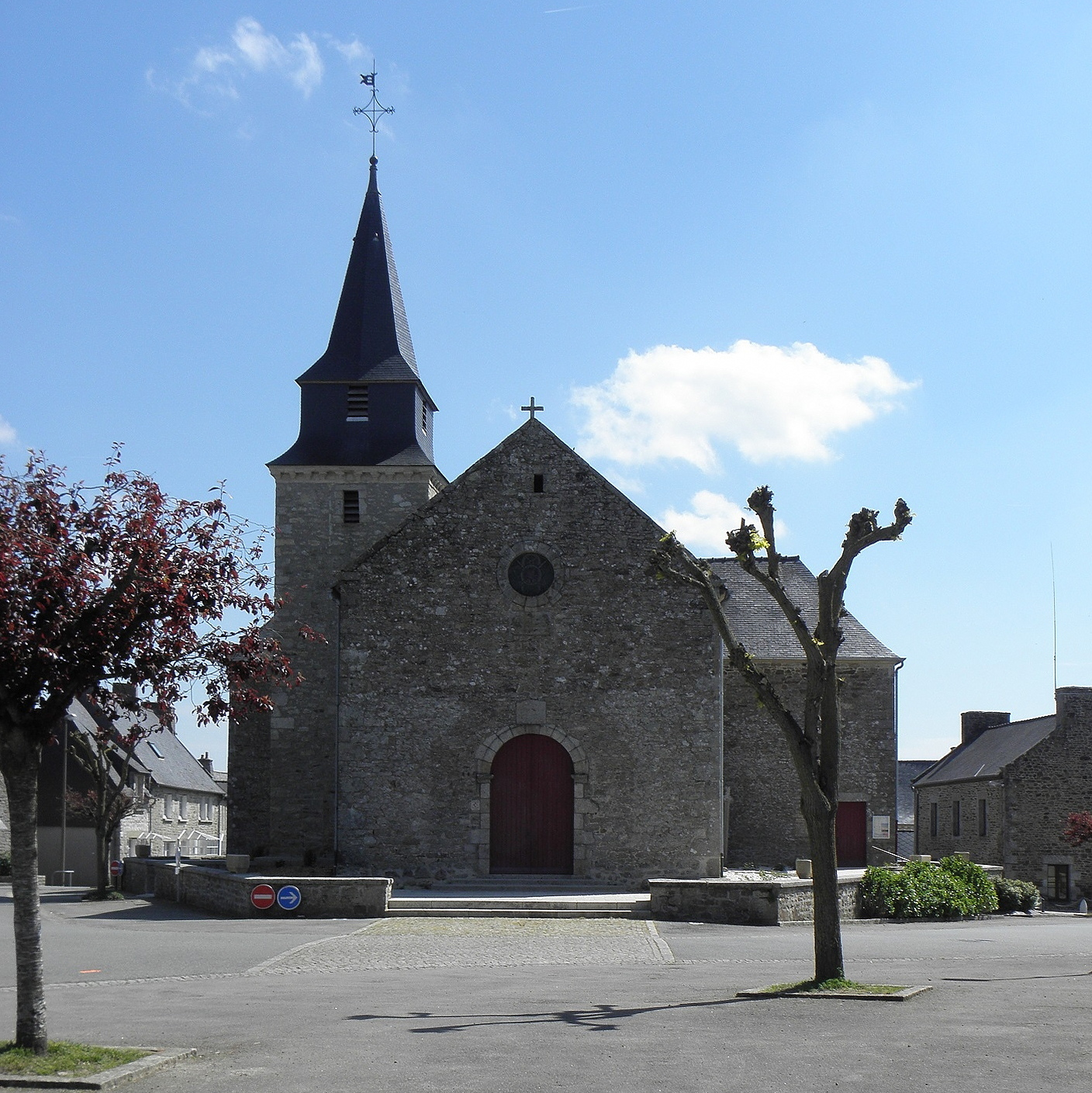
Церковь Святого Петра